# Округ Делта (Колорадо)
Делта (енгл. Delta County) округ је у америчкој савезној држави Колорадо. По попису из 2010. године број становника је 30.952. Седиште округа је град Delta.

## Демографија
Према попису становништва из 2010. у округу је живело 30.952 становника, што је 3.118 (11,2%) становника више него 2000. године.
| Група             | 2000.          | 2010.          |
| Белци             | 23.945 (86,0%) | 25.685 (83,0%) |
| Афроамериканци    | 146 (0,5%)     | 160 (0,5%)     |
| Азијати           | 89 (0,3%)      | 160 (0,5%)     |
| Хиспаноамериканци | 3.171 (11,4%)  | 4.345 (14,0%)  |
| Укупно            | 27.834         | 30.952         |